# .zr
.zr — национальный домен верхнего уровня для Заира.
С 1997 года Заир стал называться Демократической республикой Конго, а домен .zr был постепенно заменён на домен .cd. В 2001 году домен .zr был окончательно закрыт.